# Utøya
Utøya (uitspraak: [ˈʉːtœʏɑ]) is een eilandje van zo'n 10,6 hectare in het oosten van het meer de Tyrifjord, ca. 600 meter uit de kust. Het ligt in de gemeente Hole in de Noorse provincie Buskerud en ligt 38 km ten noordwesten van het centrum van Oslo.

## Achtergrond
Het eiland is eigendom van de Arbeidernes Ungdomsfylking, de jeugdbeweging van Det Norske Arbeiderpartiet (de Noorse Arbeiderspartij), die er zomerkampen houdt. Het eiland werd in augustus 1950 aan de jeugdbeweging geschonken door de Oslo og Omegn faglige samorganisasjonen (Confederatieve vakbond van Oslo en omgeving).
Het eiland is grotendeels bebost met enkele open plekken. Een kleine pier aan de oostzijde van het eiland wordt gebruikt om mensen per veerpont van en naar het vasteland te vervoeren. Nabij de pier staan een aantal gebouwen, zoals Hovedhuset ('hoofdgebouw'), Stabburet ('voorraadschuur op palen') en Låven ('schuur'). Op de hellingen van de heuvels (LO-toppen) bevinden zich de belangrijkste kampeerterreinen, het kantinegebouw en het toiletblok. Verder naar het zuiden staat de Skolestua ('schoolgebouw').

## Benaming
Het eerst deel van de naam, 'ut', betekent 'uit' of 'buitenste'; het laatste element, 'øya', is de bepaalde vorm van het woord øy, dat 'eiland' betekent. Utøya is het meest zuidelijke (of verste 'buiten') eiland van de drie eilanden die in het meer van Tyrifjord liggen. De naam wordt dus gebruikt in verwijzing naar zijn positie ten opzichte van de twee andere eilanden (ten noorden van Utøya), te weten Storøya (Noors voor 'groot eiland') en Geitøya (Noors voor 'geit eiland'). Storøya is het meest noordelijke eiland en Geitøya ligt tussen Utøya en Storøya. Al deze eilanden werden vroeger gebruikt om te hoeden (zoals blijkt uit de betekenis van de naam Geitøya).
Utøya was een boerderijtje tot het in 1893 werd gekocht door de rechtse politicus Jens Bratlie. Bratlie gebruikte het eiland als zomerverblijf tot 1933 toen het werd gekocht door het Verbond van Vakverenigingen.

## Aanslag op Utøya
Op 22 juli 2011, op dezelfde dag dat de bomaanslag in Oslo plaatsvond, waren op Utøya tussen de 500 en 700 jongeren aanwezig voor een jaarlijks politiek zomerkamp van de sociaaldemocratische Noorse Arbeiderspartij. Op die dag schoot Anders Behring Breivik, vermomd als politiemedewerker, 69 jongeren dood. Het aantal dodelijke slachtoffers van beide aanslagen liep uiteindelijk op tot 77.
Na de aanslagen zijn er verschillende donaties gedaan aan AUF voor het herstel van het eiland. Een aantal van de gebouwen is vanaf 2016 gesloopt. Er is sinds die tijd enige onenigheid tussen AUF en de slachtoffers dan wel nabestaanden. Terwijl AUF van plan was om het eiland snel weer op te bouwen om terug te kunnen keren, wilden anderen het eiland uitsluitend behouden als gedenkteken voor de slachtoffers.
De gedenkplaats op het eiland heet Lysninga en ligt op het hoogste punt van het eiland. Het werd onthuld in de zomer van 2015. Een onderdeel van de gedenkplaats is een ring van staal die tussen bomen in hangt; hier zijn de namen en leeftijden van de slachtoffers in gegraveerd.

## Galerij

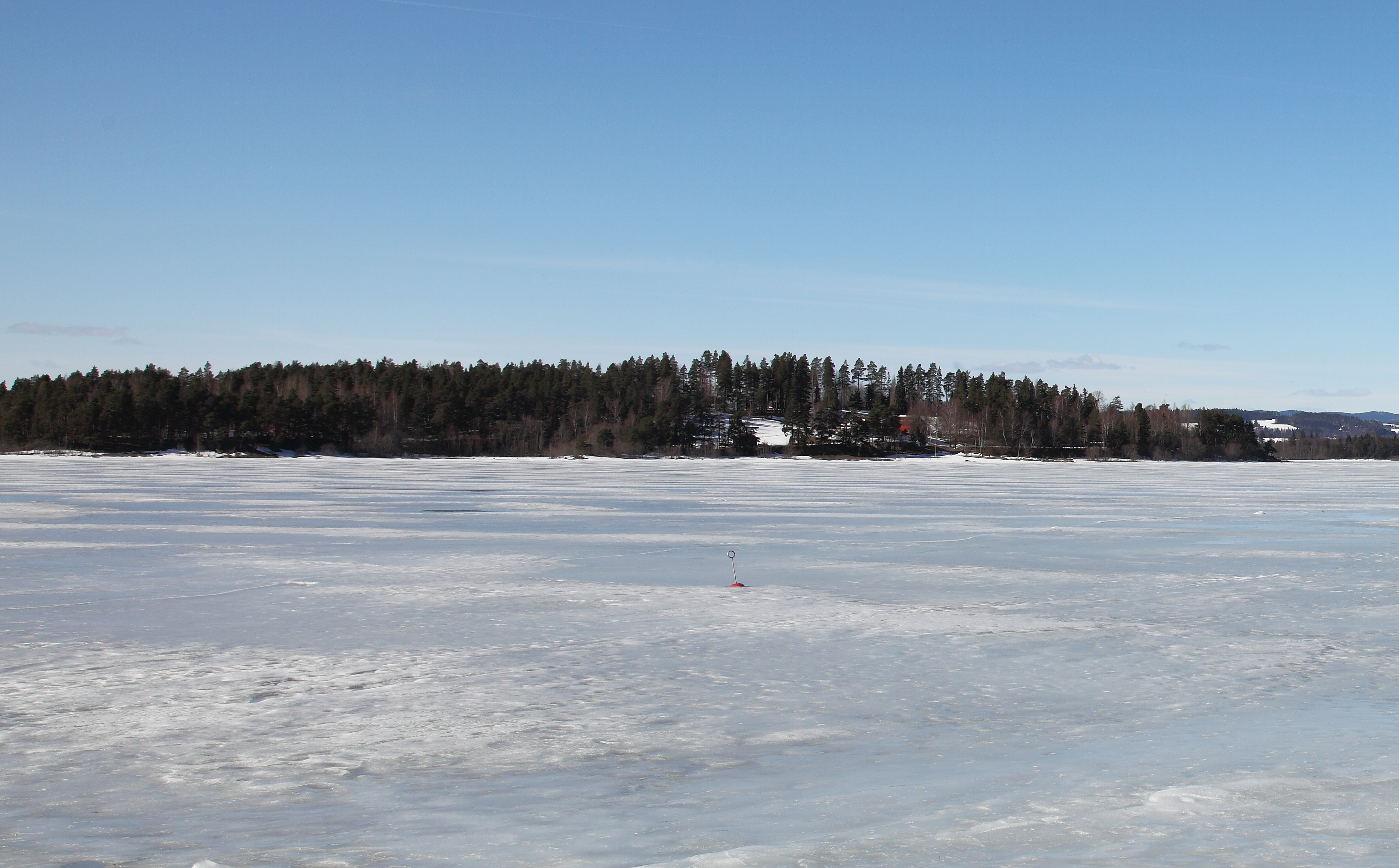
Utøya, in een bevroren Tyrifjord, gezien vanaf het vasteland.
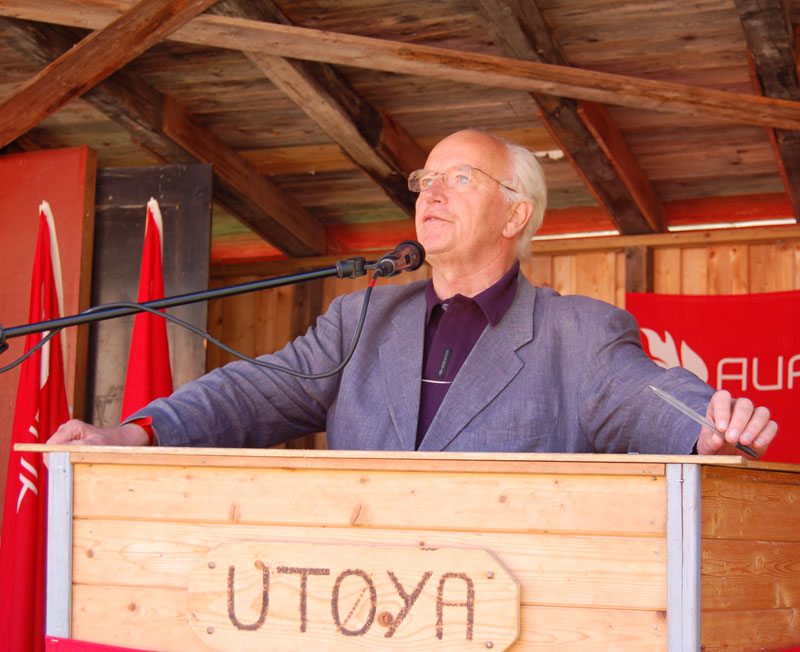
Thorvald Stoltenberg houdt een toespraak op Utøya.